# Fthiotis
Fthiotis eller Phthiotis (græsk: Φθιώτιδα , Fthiótida, [ˈFθjɔtiða] ; oldgræsk og Katharevousa : Φθιῶτις) er en af de regionale enheder i Grækenland . Det er en del af perrferien (administrativ region) Centralgrækenland. Hovedstaden er byen Lamia. Den grænser op til Maliabugten mod øst, Boiotien i syd, Fokis i syd, Aitolien og Akarnanien i sydvest, Evrytania i vest, Karditsa i nord, Larissa i nord og Magnesia i nordøst. Navnet dateres tilbage til oldtiden. Det er bedst kendt som Achilleus hjem.

## Geografi
Fthiotis dækker de nordlige og sydlige kyster ved Maliabugten, en indgang til Det Ægæiske Hav . Den strækker sig indad mod vest langs dalen til floden Spercheios. I syd dækker den den øverste del af Cephissus- dalen. Der er flere bjergkæder i Phthiotis, herunder Othrys i nordøst, Tymfristos i vest, Vardousia i sydvest, Iti i syd og Kallidromo i sydøst.

## Historie
"Fthiotis" betyder "regionen Fthiotia ", den sydligste region i det antikke Thessalien omkring byen Farsalos og Achilles hjem. I antikken henviste det også til regionen Achaea Phthiotis, der grænsede op til Thessalian Phthiotis mod syd og øst. Achaea Phthiotis dækkede den nordlige del af den nuværende regionale enhed Fthiotis og den sydlige del af det nuværende Magnesia . Den sydøstlige del af nuværende Fthiotis lå i den antikke region Locris.

## Administration
Den regionale enhed Fthiotis er opdelt i 7 kommuner. Disse er (nummeret relaterer til kortet i infoboksen):
- Amfikleia-Elateia (2)
- Domokos (3)
- Lamia (1)
- Lokroi (4)
- Makrakomi (5)
- Molos-Agios Konstantinos (6)
- Stylida (7)

### Præfektur
Præfekturet Phthiotis og Phocis blev oprettet i 1845. I 1947 blev det opdelt i den sydlige del Fokis og den nordlige del Fthiotis. Som en del af Kallikratis regeringsreform i 2011 blev den regionale enhed Fthiotis oprettet ud af den tidligere præfektur Fthiotis (græsk: Νομός Φθιώτιδας). Præfekturet havde samme territorium som den nuværende regionale enhed. Samtidig blev kommunerne reorganiseret i henhold til nedenstående tabel. 
| Ny kommune               | Gamle kommuner            | Sæde          |
| ------------------------ | ------------------------- | ------------- |
| Amfikleia-Elateia        | Amfikleia                 | Kato Tithorea |
| Amfikleia-Elateia        | Elateia                   | Kato Tithorea |
| Amfikleia-Elateia        | Tithorea                  | Kato Tithorea |
| Domokos                  | Domokos                   | Domokos       |
| Domokos                  | Thessaliotida             | Domokos       |
| Domokos                  | Xyniada                   | Domokos       |
| Lamia                    | Lamia                     | Lamia         |
| Lamia                    | Gorgopotamos              | Lamia         |
| Lamia                    | Leianokladi               | Lamia         |
| Lamia                    | Pavliani                  | Lamia         |
| Lamia                    | Ypati                     | Lamia         |
| Lokroi                   | Atalanti                  | Atalanti      |
| Lokroi                   | Dafnousia                 | Atalanti      |
| Lokroi                   | Malesina                  | Atalanti      |
| Lokroi                   | Opountia                  | Atalanti      |
| Makrakomi                | Makrakomi                 | Spercheiada   |
| Makrakomi                | Agios Georgios Tymfristou | Spercheiada   |
| Makrakomi                | Spercheiada               | Spercheiada   |
| Makrakomi                | Tymfristos                | Spercheiada   |
| Molos-Agios Konstantinos | Agios Konstantinos        | Kamena Vourla |
| Molos-Agios Konstantinos | Kamena Vourla             | Kamena Vourla |
| Molos-Agios Konstantinos | Molos                     | Kamena Vourla |
| Stylida                  | Stylida                   | Stylida       |
| Stylida                  | Echinaioi                 | Stylida       |
| Stylida                  | Pelasgia                  | Stylida       |